# Российский государственный университет правосудия
Российский государственный университет правосудия имени В.М. Лебедева (Федеральное государственное бюджетное образовательное учреждение высшего образования «Российский государственный университет правосудия имени В.М. Лебедева», РГУП) — высшее учебное заведение юридического и экономического профиля, которое занимается подготовкой специалистов для судебной системы.
Учредителем является Верховный Суд Российской Федерации.

## История
Российская академия правосудия создана в соответствии с Указом Президента РФ от 11.05.1998 г. № 528 «О Российской академии правосудия» и Постановлением Правительства РФ от 28.10.1999 № 1199 «О Российской академии правосудия».
Учредителями Российской академии правосудия явились Верховный Суд Российской Федерации и Высший арбитражный суд Российской Федерации. С 2014 года переименована в Российский государственный университет правосудия (РГУП).
В числе преподавателей университета представители судебной системы, органов государственной власти, а также известные юристы, экономисты и научные работники международного уровня (в том числе действующие судьи).
С 27 января 2025 года носит имя В. М. Лебедева. Данное решение принято в соответствии с Указом Президента РФ от 18 июля 2024 года № 61 «Об увековечении памяти В.М. Лебедева».

## Ректор
- Кулаков Владимир Викторович

## Структура университета

### Факультеты
- факультет переподготовки, повышения квалификации судей, государственных гражданских служащих судов общей юрисдикции и Судебного департамента
- факультет повышения квалификации и переподготовки судей и государственных служащих арбитражных судов
- факультет подготовки специалистов для судебной системы очной формы обучения (очный юридический факультет)
- факультет подготовки специалистов для судебной системы заочной формы обучения (заочный юридический факультет)
- факультет подготовки специалистов на базе среднего профессионального образования юридического и экономического профилей (очно-заочная и заочная формы обучения)
- факультет непрерывного образования по подготовке специалистов для судебной системы
- экономический факультет
- Факультет подготовки кадров высшей квалификации (аспирантура)

### Кафедры
- административного права и процесса им. Н. Г. Салищевой (заведующий кафедрой А. И. Стахов)
- Военный учебный центр (с 13 марта 2019 г.)[3];
- гражданского права;
- гражданского, арбитражного и административного процессуального права;
- земельного и экологического права (заведующий кафедрой И. О. Краснова);
- истории права и государства (заведующий кафедрой В. Е. Сафонов);
- иностранных языков;
- информационного права, информатики и математики;
- конституционного права имени Н. В. Витрука;
- международного права (заведующая кафедрой Т. Н. Нешатаева);
- общеобразовательных дисциплин;
- организации судебной и правоохранительной деятельности;
- предпринимательского и корпоративного права (с 1 января 2021 г.[4], заведующий кафедрой А. Е. Кирпичев);
- русского языка и культуры речи;
- трудового права и права социального обеспечения (заведующая кафедрой Е. А. Ершова);
- теории права, государства и судебной власти (заведующий кафедрой В. В. Ершов);
- уголовного права (заведующий кафедрой А. И. Бриллиантов);
- уголовно-процессуального права и криминалистики им. Н. В. Радутной;
- философии и социально-гуманитарных дисциплин;
- финансового права;
- физической культуры;
- экономики;
- экономики и управления недвижимостью.

### Учебно-методическое управление
- отдел лицензирования, аккредитации, управления качеством образования и внедрения инновационных методов обучения;
- отдел организации практик и трудоустройства выпускников;
- отдел организации учебно-методической работы;
- отдел оперативного планирования учебного процесса;
- отдел организации набора абитуриентов;
- отдел организации воспитательной работы;
- отделение профориентации и довузовской подготовки;
- отделение по довузовской подготовке для поступающих на факультет подготовки специалистов для судебной системы на базе среднего профессионального образования юридического профиля;
- отделение профориентации и подготовки к поступлению на факультет среднего профессионального образования по подготовке специалистов для судебной системы (колледж);
- юридическая клиника.

### Филиалы РГУП (Российский государственный университет правосудия)

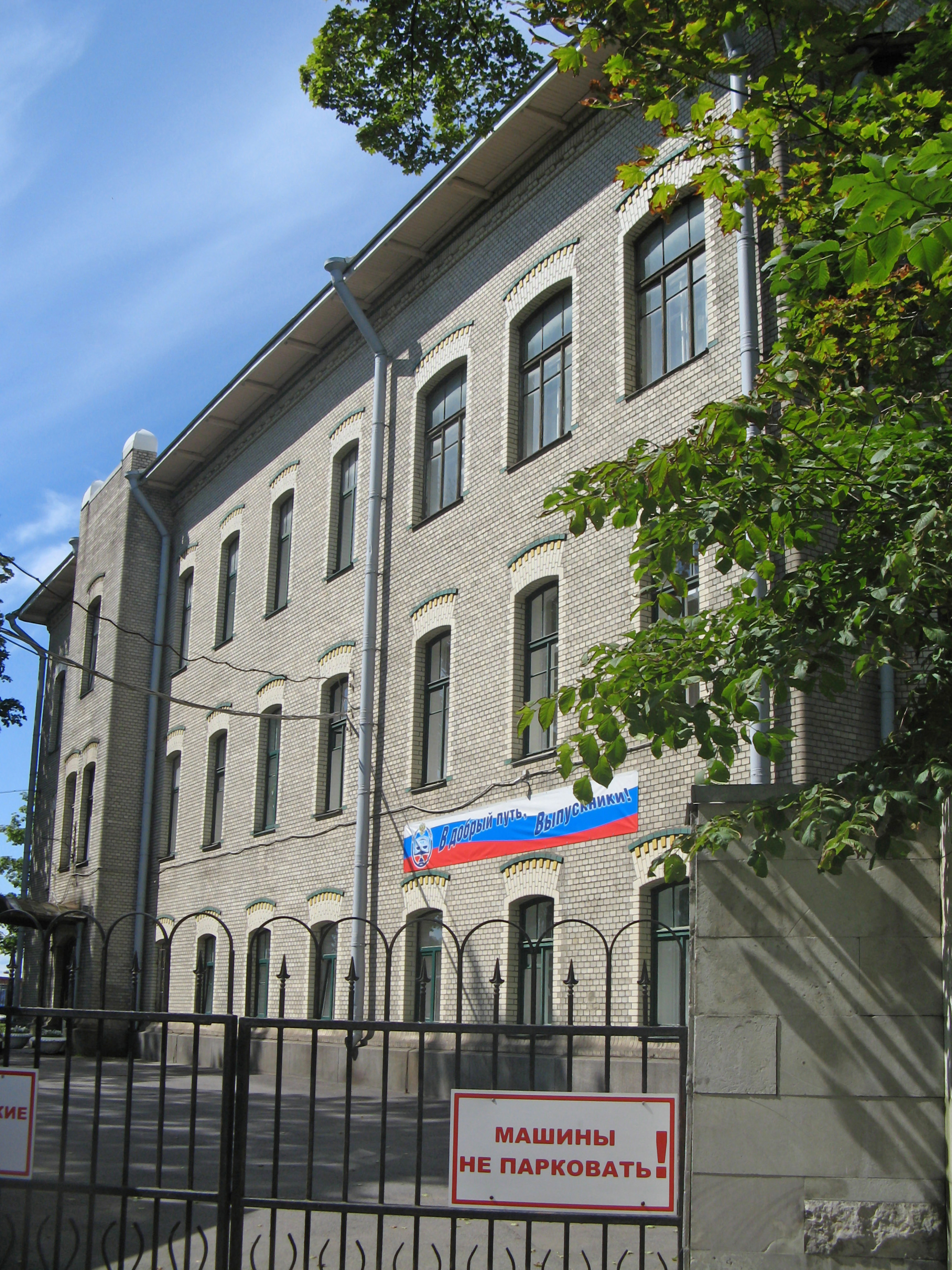
Северо-западный филиал расположен в бывшем здании Ортопедического института

Российский государственный университет правосудия имеет 11 филиалов:
- Восточно-Сибирский в Иркутске
- Дальневосточный в Хабаровске
- Западно-Сибирский в Томске
- Казанский в Казани
- Приволжский в Нижнем Новгороде
- Ростовский в Ростове-на-Дону
- Северо-Западный в Санкт-Петербурге
- Северо-Кавказский в Краснодаре
- Центральный в Воронеже
- Уральский в Челябинске
- Крымский в Симферополе

## Издательская деятельность
Российский государственный университет правосудия активно занимается издательской деятельностью. В университете создано Издательство РГУП (ранее РАП), которое выпускает научную, учебную, справочную литературу. Работает Интернет-магазин изданий Академии. Ежемесячно выходит научно-практический журнал «Российское правосудие». Также ежемесячно издаётся студенческая газета «РГУП Times». Издаётся научный журнал для молодых учёных "Фемида.Science".

## Международное сотрудничество
Российский государственный университет правосудия активно участвует в международном правовом сотрудничестве. Постоянными зарубежными партнерами Университета являются такие организации и учреждения, как Европейская Комиссия, Совет Европы, Посольство Франции в России, Британский Совет, Российско-американское судейское партнерство, Германский Фонд международного правового сотрудничества, Российско-канадское судейское партнерство.
Университетом заключены договоры о сотрудничестве с учебными заведениями в области обучения студентов: юридическим факультетом Университета Белграда, юридическим факультетом Университета Кёльна, Университетом Париж-Х11, Университетом «Их засаг» Монголии, Институтом ООН по обучению и научным исследованиям, Институтом мирового права Университета Эмори, Лондонским университетом и юридическим факультетом Университета Сан-Диего (США).